# Соколов, Пётр Николаевич
Пётр Николаевич Соколов (1897—1919) — русский военный  деятель, полковник Белой армии, командир  1-й Сибирской штурмовой отдельной бригады. Герой Первой мировой войны, участник Гражданской войны в России, погиб в бою.

## Биография
Сын учителя из г. Томска. С 1914 года после окончания гимназии поступил в школу прапорщиков, участник Первой мировой войны. В 1915  году после окончания 1-й Иркутской школы прапорщиков  произведён в прапорщики и выпущен в 299-й Дубненский пехотный полк 75-й пехотной дивизии, командовал взводом, ротой, был ранен и контужен. В 1916 году «за отличие» произведён в подпоручики и поручики, в 1917 году «за отличие» в штабс-капитаны, награжден орденами Святой Анны и Святого Станислава.
С 1916 года после окончания школы авиации служил военным лётчиком в частях Западного фронта, награжден французским Военным крестом.

Высочайшим приказом по Армии и Флоту от 26 марта 1916 года за храбрость награждён Георгиевским оружием: 
Прапорщику 299-го пехотного Дубненского полка Петру Соколову за то, что в бою 3-го июля 1915 года у д. Тихобужъ личным примером довёл свою роту до удара в штыки при особо трудных условиях местности под убийственным огнём противника и совместно с другой ротой того же полка занял южную окраину д. Тихобужъ причём было захвачено в плен 30 германцев и переколото 89
После Октябрьской революции, с 1918 года  — участник Белого движения в составе Сибирской армии, один из организаторов формирования 1-го Сибирского штурмового батальона, впоследствии переформированного в бригаду. С 11 марта 1919 года командир батальона, а затем и 1-й Сибирской штурмовой отдельной бригады. 

За храбрость приказом по Сибирской армии от 28 февраля 1919 года № 90 был награждён Орденом Святого Георгия 4-й степени: 
1-го Сибирского Штурмового батальона, Начальник Команды пеших разведчиков, Штабс-капитан Петр Соколов – Командуя первой наступательной колонной в составе двух рот и команды пеших разведчиков, обойдя в ночь на 13 декабря 1918 г., противника, расположенного в Верхних-Исадах, в тыл его, лично руководя отрядом, под сильным и ружейным и пулеметным огнем разбил 1-й батальон моряков 1-го Морского Кронштадтского полка, захватил 8 действующих пулеметов и одно орудие, чем дал возможность 2-й и 3-й колоннам занять другие укрепленные пункты. Ст. 8 п. п. 3, 4 и 11
Погиб в бою 11 сентября 1919 года у деревни Казанка.

## Награды
- Георгиевское оружие (ВП 26.03.1916)
- Орден Святого Георгия 4-й степени (Пр.Сиб.Армии №90 от 28.02.1919)